# Leuchtturm Kemnader See
Der Leuchtturm Kemnader See steht auf einer Landzunge im Kemnader See zwischen Bochum-Querenburg und Witten-Herbede in Nordrhein-Westfalen, Deutschland. Das Leuchtfeuer markiert an der Fahrwasserteilung zwischen Ruhr und Oelbach die rechte (Steuerbord) Einfahrtseite in den Bootshafen Witten-Heven. An der Galerie ist ein Rohrmast mit Messaufnehmern einer Wetterstation angebracht.
Am Westufer des Sees, gegenüber vom Leuchtturm, steht eine etwa vier Meter hohe Backbordbake. An der Spitze des rot-weiß gestreiften Mastes befindet sich eine rote Laterne und darüber ein rotes Toppzeichen.